# Dietrich Ehrenwerth
Dietrich Ehrenwerth (* 18. Juni 1957) ist ein deutscher Kirchenmusiker.

## Leben und Werk
Dietrich Ehrenwerth studierte ab 1977 Kirchenmusik an der Kirchenmusikhochschule in Halle bei Helmut Gleim (Dirigieren) und Johannes Schäfer (Orgel). 1983 absolvierte er sein A-Examen.  
Von 1983 bis 1989 war er Kirchenmusiker an der Stiftskirche Gernrode im Harz. Dann wechselte er an die  Augustinerkirche Erfurt, an der er seit 1989 arbeitet. Des Weiteren übernahm er die Leitung der Augustiner-Kantorei (übergemeindlicher Oratorienchor) und des Andreas-Kammerorchesters. 1992 wurde der Augustiner-Vocalkreis gegründet.
Ab 1990 war Ehrenwerth Propsteikantor für die Propstei Erfurt (später Erfurt-Nordhausen, heute Eisenach-Erfurt). 1998 wurde ihm der Titel Kirchenmusikdirektor verliehen. 2000 wurde er Landeskirchenmusikdirektor der Kirchenprovinz Sachsen, der heutigen Evangelischen Kirche in Mitteldeutschland.